# Veronica Burton
Veronica Burton (ur. 27 stycznia 1952 w Londynie) – brytyjska tenisistka.
Mistrzyni wielkoszlemowego juniorskiego French Open. Grała m.in. z takimi tenisistkami, jak Chris Evert (dwie porażki na US Open i Pucharze Wightmana), Martina Navrátilová (zwycięstwo w US Open i porażka we French Open). Finalistka juniorskiego US Open 1973 – porażka z Chris Evert.